# Рогатинская городская община
Рогатинская городская общи́на (укр. Рогатинська міська громада) — территориальная община в Ивано-Франковском районе Ивано-Франковской области Украины.
Административный центр — город Рогатин.
Население составляет 31499 человек. Площадь — 632,6 км².

## Населённые пункты
В состав общины входят 1 город (Рогатин) и 71 село:
- Бабухов
- Беньковцы
- Березовка
- Бойки
- Васючин
- Вербиловцы
- Верхняя Липица
- Ольховая
- Воронов
- Воскресинцы
- Выгода
- Выспа
- Гоноратовка
- Городиска
- Григоров
- Григоровская Слобода
- Данильче
- Дегова
- Дички
- Добрынев
- Долиняны
- Жёлчев
- Журов
- Загорье
- Заланов
- Залипье
- Залужье
- Зеленов
- Йосиповка
- Каменка
- Клещивна
- Княгиничи
- Конюшки
- Корчунок
- Кривня
- Кутцы
- Липовка
- Лесовая
- Лопушня
- Луковище
- Лучинцы
- Любша
- Малиновка
- Малый Заланов
- Межигаи
- Мельна
- Нижняя Липица
- Обельница
- Переновка
- Пилиповцы
- Подборье
- Погребовка
- Подвинье
- Подгородье
- Подкамень
- Подмихайловцы
- Помонята
- Поток
- Приозёрное
- Пуков
- Путятинцы
- Руда
- Свитанок
- Стефановка
- Стратин
- Уезд
- Фрага
- Черче
- Чесники
- Явче
- Яглуш